# Giải vô địch bóng đá trẻ châu Á 1959
Giải vô địch bóng đá trẻ châu Á năm 1959 được tổ chức tại Kuala Lumpur, Liên bang Mã Lai. Đây là lần đầu tiên giải đấu được tổ chức.

## Các đội tham dự
Các đội sau đã tham gia giải đấu:
- Miến Điện
- Ceylon
- Hồng Kông
- Nhật Bản
- Mã Lai (chủ nhà)
- Philippines
- Singapore
- Hàn Quốc
- Thái Lan

## Trận phân bảng
Bốn đội chiến thắng được chuyển đến bảng A và cạnh tranh chức vô địch. Năm đội khác chuyển đến bảng danh dự (bảng B)
Philippines và Thái Lan phải thi đấu vòng sơ khảo.
Trận sơ khảo
| Đội 1       | Tỉ số | Đội 2    |
| ----------- | ----- | -------- |
| Philippines | 2–3   | Thái Lan |

Trận phân bảng
| Đội 1     | Tỉ số | Đội 2     |
| --------- | ----- | --------- |
| Mã Lai    | 12–0  | Ceylon    |
| Hồng Kông | 2–1   | Miến Điện |
| Nhật Bản  | 4–0   | Singapore |
| Hàn Quốc  | 2–0   | Thái Lan  |

## Bảng B (Bảng danh dự)
| Đội         | ST | T | H | B | BT | BB | HS  | Điểm |
| ----------- | -- | - | - | - | -- | -- | --- | ---- |
| Miến Điện   | 4  | 3 | 1 | 0 | 24 | 11 | +13 | 7    |
| Thái Lan    | 4  | 3 | 1 | 0 | 14 | 4  | +10 | 7    |
| Singapore   | 4  | 1 | 1 | 2 | 15 | 14 | +1  | 3    |
| Ceylon      | 4  | 1 | 0 | 3 | 10 | 21 | –11 | 2    |
| Philippines | 4  | 0 | 1 | 3 | 4  | 17 | –13 | 1    |

| 20 tháng 4 | Singapore   | 2–2  | Philippines |
|            | Ceylon      | 4–6  | Miến Điện   |
| 21 tháng 4 | Miến Điện   | 1–1  | Thái Lan    |
| 22 tháng 4 | Thái Lan    | 4–0  | Singapore   |
|            | Ceylon      | 2–1  | Philippines |
| 23 tháng 4 | Miến Điện   | 7–5  | Singapore   |
| 24 tháng 4 | Philippines | 1–10 | Miến Điện   |
|            | Ceylon      | 3–6  | Thái Lan    |
| 25 tháng 4 | Ceylon      | 1–8  | Singapore   |
|            | Philippines | 0–3  | Thái Lan    |

## Bảng A (Bảng tranh vô địch)
| Đội       | ST | T | H | B | BT | BB | HS  | Điểm |
| --------- | -- | - | - | - | -- | -- | --- | ---- |
| Hàn Quốc  | 3  | 3 | 0 | 0 | 6  | 3  | +3  | 6    |
| Mã Lai    | 3  | 2 | 0 | 1 | 14 | 2  | +12 | 4    |
| Nhật Bản  | 3  | 1 | 0 | 2 | 8  | 11 | –3  | 2    |
| Hồng Kông | 3  | 0 | 0 | 3 | 2  | 14 | –12 | 0    |

| 20 tháng 4 | Mã Lai   | 7–0 | Hồng Kông |
| 21 tháng 4 | Hàn Quốc | 3–2 | Nhật Bản  |
| 22 tháng 4 | Mã Lai   | 6–0 | Nhật Bản  |
| 23 tháng 4 | Hàn Quốc | 1–0 | Hồng Kông |
| 24 tháng 4 | Nhật Bản | 6–2 | Hồng Kông |
| 25 tháng 4 | Mã Lai   | 1–2 | Hàn Quốc  |

Một trận đấu bế mạc được diễn ra và Hàn Quốc đã thắng 3-2. Không rõ đối thủ của người Hàn là đội nào, có thể là một đội gồm cầu thủ từ tất cả các đội khác.

## Vô địch
| Giải vô địch bóng đá trẻ châu Á năm 1959 |
| ---------------------------------------- |
| · Hàn Quốc · Lần đầu tiên                |